# Daniel Jacobson
Daniel Jacobson (ur. 1861, zm. 1939) – duński lekarz psychiatra i neurolog. Jacobson był ordynatorem wydziału psychiatrycznego szpitala Frederiksberg w Kopenhadze. W jego klinice między 1908 a 1909 leczył się malarz Edvard Munch. Munch przedstawił Jacobsona na trzech swoich obrazach oraz kilku rysunkach.